# Кременчуг
Кременчуг (укр. Кременчук) је важан индустријски град у Полтавској области, у централној Украјини. Главни и административни је центар кременчутског региона и лежи на реци Дњепар. Према процени из 2012. у граду је живело 226.434 становника.

## Становништво
Према процени, у граду је 2012. живело 226.434 становника.
| 1979.   | 1989.   | 2001.   | 2012.   |
| ------- | ------- | ------- | ------- |
| 209.616 | 236.495 | 234.073 | 226.434 |

## Партнерски градови
Близанци градови са Кременчугом су:
- Барисав, Белорусија
- Бердјанск, Украјина
- Бидгошч, Пољска
- Бела Црква, Украјина
- Битољ, Северна Македонија
- Венџоу, НР Кина
- Коломија, Украјина
- Михаловце, Словачка
- Новомосковск, Русија
- Провиденс, САД
- Свиштов, Бугарска
- Сњина, Словачка